# Emmelsbüll-Horsbüll
Emmelsbüll-Horsbüll (północnofryz. Ämesbel-Hoorbel, duń. Emsbøl-Horsbøl) – gmina w Niemczech w kraju związkowym Szlezwik-Holsztyn, w powiecie Nordfriesland, wchodzi w skład Związku Gmin Südtondern.

## Współpraca
Miejscowość partnerska:
- Unteregg, Bawaria